# Le Rapt de Ganymède (Rembrandt)
Le Rapt de Ganymède ((nl) De roof van Ganymedes) est une peinture à l'huile exécutée sur toile par Rembrandt et datée 1635, elle est conservée à la Gemäldegalerie Alte Meister de Dresde (Allemagne).

## Interprétation
Rembrandt figure ici l'enlèvement (ou le rapt) par Zeus, symbolisé par l'aigle, du jeune Ganymède. Ce mythe provient de la Grèce antique. Il est, entre autres, évoqué par Xénophon et Platon, et le récit est repris par Ovide, dans les Métamorphoses (X, 153).

## Description
Cette scène mythologique s'inscrit dans un grand format de type portrait, de 177 sur 130 cm, dit « à taille réelle », en tant qu'il respecte les proportions naturelles, dans la représentation, de l'enfant et de l'animal. Le premier est un très jeune garçon, le second est un aigle. La scène se développe sur un fond sombre. On voit au centre du tableau, l'enfant, dont la peau est très claire : il est vu de dos, enlevé dans les airs par l'aigle aux ailes déployées, qui l'agrippe avec ses serres, au niveau du biceps droit et de sa tunique grise et blanche. L'enfant apparaît ainsi à moitié dénudé : vue de près, on distingue nettement qu'il urine. Il tient dans sa main droite une branche et des cerises. Le bec de l'animal touche sa chevelure. L'enfant, effrayé, détourne la tête et pleure, ses pieds suspendus dans le vide. 
Sur un pan de la tunique blanche, Rembrandt a signé et daté son œuvre.

## Histoire du tableau
Ce thème, assez commun, a précédemment été exploité durant la Renaissance, entre autres, par des peintres italiens, Michel-Ange, puis Le Corrège avec L'Enlèvement de Ganymède (vers 1531) et Damiano Mazza (vers 1575).
Lorsqu'il peint ce tableau, Rembrandt n'a pas encore trente ans. 
Le tableau est précédé d’une esquisse à l’encre conservée également à Dresde, dans laquelle figurent, au bas du tableau, deux figures humaines (qui disparaissent par la suite).
Un inventaire, établi le 17 février 1671, des biens de Catharina van der Pluym, veuve de Willem Schilperoort et tante du petit-neveu de Rembrandt, Karel van der Pluym, et qui fut aussi son élève, mentionne la présence d'« une pièce [appelée] Ganymède ».
En 1751, l'œuvre est achetée, peut-être à un marchand d'art, par Carl Heinrich von Heineken, au nom du souverain Auguste III, électeur de Saxe et roi de Pologne ; Heineken était responsable de la collection royale, localisée à Dresde, dans la Gemäldegalerie Alte Meister. C'est encore en ce lieu que le tableau se trouve actuellement conservé. Elle est, plus tard, dénigrée par Denis Diderot.
En 1835, sous le nom Ganymède enlevé par Jupiter, elle figure dans l'ouvrage La Galerie royale de Dresde, album prestigieux édité à Paris par Elliesen et Gihaut, reproduisant les 100 chefs-d'œuvre de la Gemäldegalerie Alte Meister, sous forme d'eaux-fortes ; le travail est ici effectué par Alphonse-Léon Noël.
En 1837, dans son catalogue raisonné publié à Londres, John Smith en donne l'analyse descriptive suivante sous le numéro 197, en précisant bien qu'il s'inspire, lui, de la traduction en gravure exécutée en 1795 pour Colnaghi par Antoine Cardon (1739-1822), :

« Si le tableau (car la présente description est tirée d'une estampe) est réellement de Rembrandt, son intention doit avoir été burlesque car, avec le sujet mythologique énoncé ci-dessus, il a représenté le beau Ganymède comme un grand enfant lubrique, grimaçant et pleurnichard, les bras tendus, et pris dans les serres et le bec de l'aigle Jupiter. L'oiseau l'a saisi par ses vêtements d'aspect peu classique, le poids de son corps gras fait que ses vêtements remontent jusqu'à ses épaules et laisse ses extrémités inférieures à l'état de nudité, et le voici transporté à travers les air, dans une atmosphère trouble, jusqu'à l'Olympe. »

Le Rembrandt Research Project en donne une analyse précise dans le tome VI de son compendium (notice 137) et ne remet pas en doute l'authenticité de l'œuvre, ni le fait qu'elle ne soit pas de la main du maître.
Patrick Absalon, dans une analyse récente (2021), rappelle que ce tableau a, depuis le XVIIIe siècle, fait couler beaucoup d'encre, et que « la plupart des historiens de l’art avancent deux idées principales à son propos : d’une part, qu'il s’agirait d’une moquerie du mythe et le témoignage du rejet de la culture classique par le peintre [...]. D’autre part, qu'il est dit que Rembrandt aurait peint le mythe pour signifier son écœurement à l’égard du sens platonicien qu’il véhicule, en songeant sans doute au contexte religieux du protestantisme : pédérastie et homosexualité ». Et de souligner la dimension énigmatique, et singulière, en tant qu'hapax, de cette œuvre au sein du corpus rembrandtin.